# Progresivismus

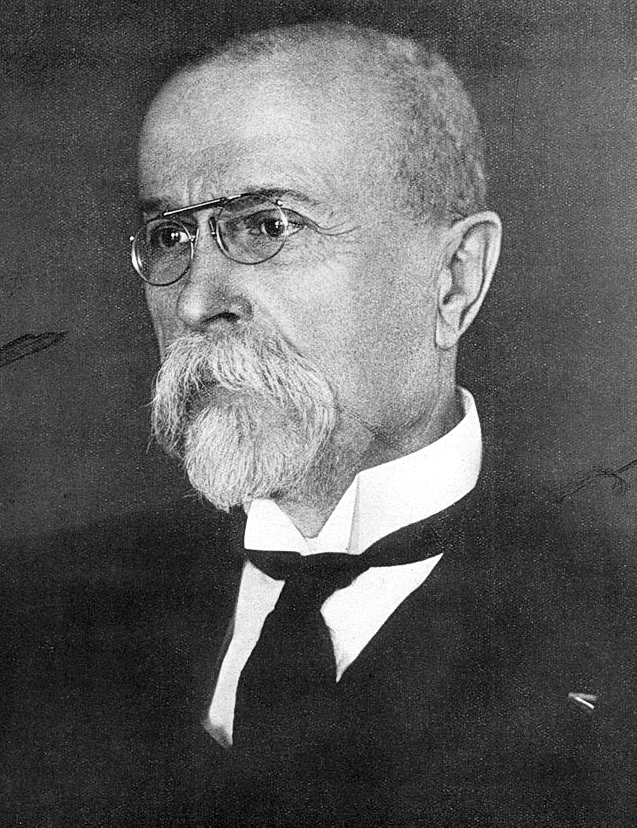
Tomáš Garrigue Masaryk, zakladatel České strany pokrokové

Progresivismus, nazývaný také pokrokářství, je politická filozofie. Vychází z myšlenky, podle níž je pokrok ve vědě, technologiích, ekonomickém rozvoji a společenském uspořádání nezbytný pro zlepšení situace lidí. Progresivismus nabyl velkého významu v době osvícenství v Evropě. Rozšířilo se totiž přesvědčení, že Evropa dokazuje, jak společnosti mohou pokročit od necivilizovaných podmínek k civilizaci prostřednictvím posílení základů empirického poznání jako základu společnosti. Představitelé osvícenství věřili, že pokrok má univerzální platnost pro všechny společnosti a že tyto myšlenky se z Evropy rozšíří do celého světa.
Na počátku 20. století se koncept progresivismu vynořil z rozsáhlých společenských změn, které přinesla industrializace a druhá průmyslová revoluce konce 19. století. Progresivisté zastávali názor, že pokrok brzdí obrovská ekonomická nerovnost, minimálně regulované monopolní korporace a intenzivní a často násilné konflikty mezi dělníky a ekonomickými elitami, a tvrdili, že je třeba přijmout opatření k řešení těchto problémů.
Význam pojmu „progresivismus“ se v průběhu času měnil a lišil se v závislosti na úhlu pohledu. V průběhu 19. století se s progresivismem spojovali zastánci volného trhu a svobody pohybu osob. Na konci 19. století se naopak rozšířil názor, že volnost trhu pokrok brzdí. Na počátku 20. století se jako progresivní označovali také zastánci eugeniky a prohibice, tedy iniciativ, které tehdy byly propagovány ve jménu veřejného zdraví. V 21. století se jako progresivní označuje „sociální nebo politické hnutí, jehož cílem je zastupovat zájmy obyčejných lidí prostřednictvím politických změn a podpory vládních opatření“.
V českých zemích byl progresivismus reprezentovaný několika různými politickými subjekty, které vycházely jednak z politického realismu v pojetí Tomáše Garrigua Masaryka, a jednak z radikálního pokrokového hnutí české mládeže počátku 90. let 19. století. Byla to například Česká strana lidová, zvaná všeobecně realisté, kterou založil Masaryk po Hilsnerově aféře v roce 1900. Sloučením s částí Radikálně pokrokové strany pak v roce 1906 vznikla Česká strana pokroková. Mezi další progresivní strany patřily Státoprávní pokroková strana a Lidová strana pokroková na Moravě. Pokrokové strany v českých zemích se stavěly do opozice vůči politice vídeňských vlád, ale kritizovaly i konzervativní politiku tehdejší vedoucí české politické strany, Národní strany svobodomyslné, zvané všeobecně mladočeši.

## Od osvícenství k průmyslové revoluci

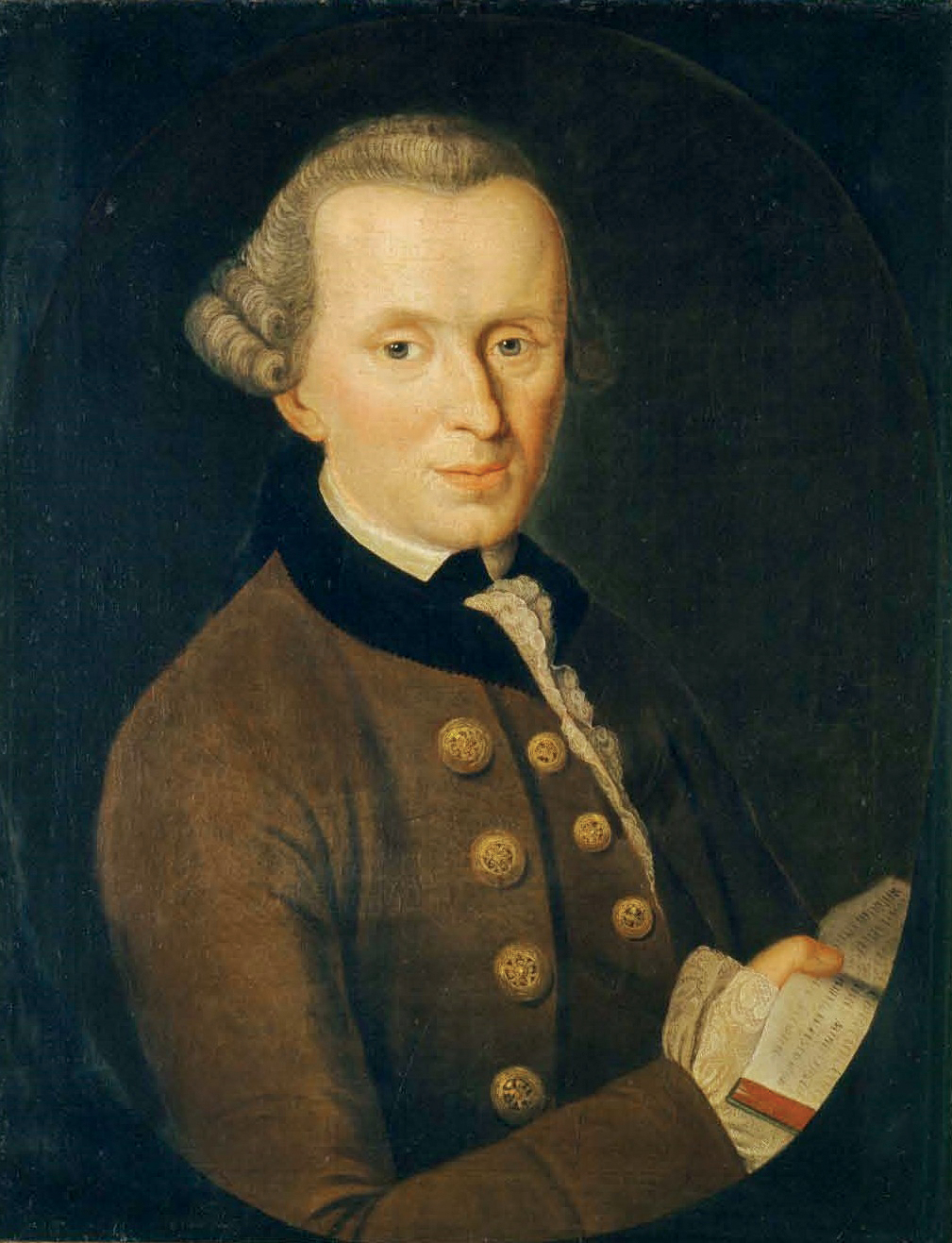
Immanuel Kant

Immanuel Kant označil pokrok za pohyb od barbarství k civilizaci. Filozof a politolog 18. století Nicolas de Condorcet předpověděl, že politický pokrok bude zahrnovat zánik otroctví, nárůst gramotnosti, zmírnění nerovnosti pohlaví, reformy tehdy tvrdého vězeňství a ústup chudoby.
Modernitu a modernizaci jako klíčové formy myšlenky pokroku prosazovali klasičtí liberálové v 19. a 20. století. Ti vyzývali k rychlé modernizaci hospodářství a společnosti, aby se odstranily tradiční překážky volného trhu a svobody pohybu osob.

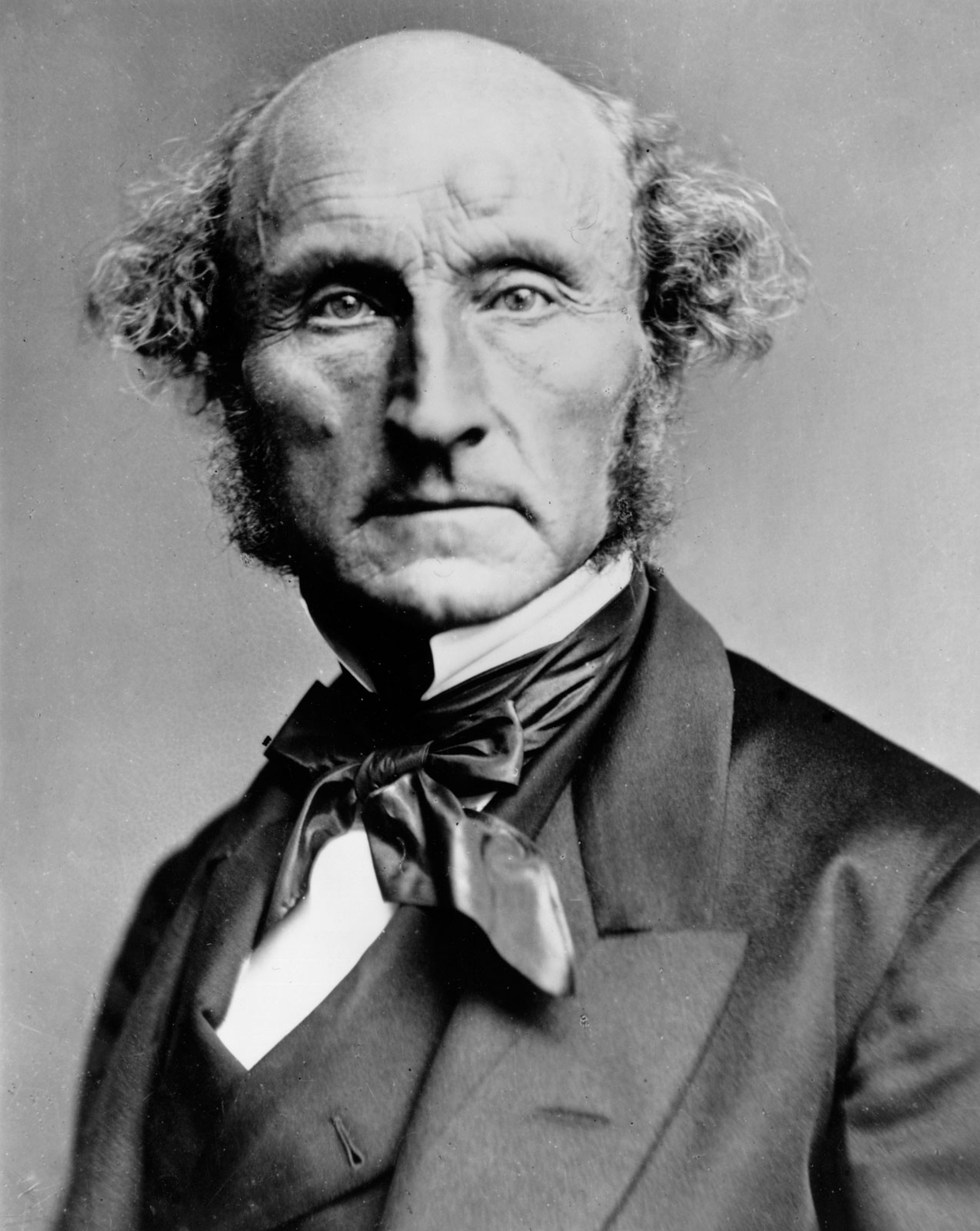
John Stuart Mill

Koncem 19. století se v západním světě rozšířil politický názor, že pokrok brzdí obrovská ekonomická nerovnost mezi bohatými a chudými, minimálně regulovaný laissez-faire kapitalismus s nekontrolovatelnými monopolními korporacemi, intenzivní a často násilné konflikty mezi kapitalisty a dělníky a potřeba opatření k řešení těchto problémů. Progresivismus ovlivnil různá politická hnutí. Sociální liberalismus byl ovlivněn koncepcí britského liberálního filozofa Johna Stuarta Milla, podle níž jsou lidé „pokrokovými bytostmi“. Britský premiér Benjamin Disraeli rozvíjel progresivní konzervatismus v rámci konzervatismu jednoho národa.
Prostor mezi sociální revolucí a sociálně konzervativní laissez-faire středopravicí byl ve Francii vyplněn nástupem radikalismu, který se domníval, že sociální pokrok vyžaduje antiklerikalismus, humanismus a republikanismus. Zejména antiklerikalismus měl až do poloviny 20. století dominantní vliv na levý střed v mnoha francouzsky a románsky mluvících zemích. V císařském Německu uzákonil kancléř Otto von Bismarck různá progresivní sociální opatření z paternalistických konzervativních pohnutek – aby distancoval dělníky od tehdejšího socialistického hnutí a aby humánním způsobem napomohl udržení průmyslové revoluce.
V roce 1891 vydala římskokatolická církev encykliku Rerum novarum, v níž papež Lev XIII. odsoudil vykořisťování práce a vyzval k podpoře odborů a státní regulaci podniků v zájmu sociální spravedlnosti, přičemž obhajoval právo na vlastnictví a kritizoval socialismus. V Severní Americe se objevil protestantský progresivistický pohled zvaný sociální evangelium, který se zaměřoval na boj proti ekonomickému vykořisťování a chudobě a v polovině 90. let 19. století byl běžný v mnoha protestantských teologických seminářích ve Spojených státech.

## Současná mainstreamová politická koncepce k této filozofii

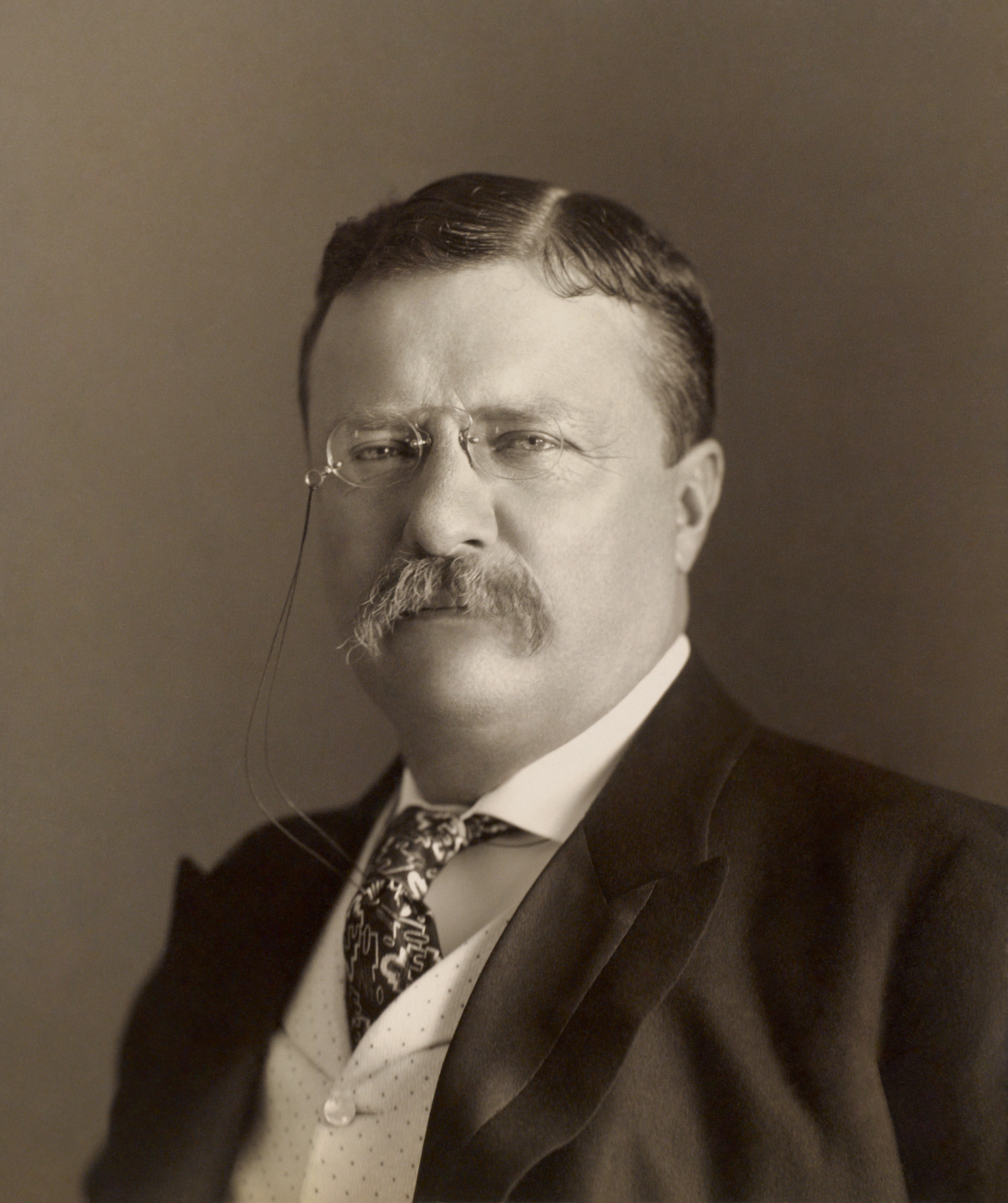
Theodore Roosevelt

Ve Spojených státech začal progresivismus jako intelektuální vzpoura proti politické filozofii konstitucionalismu, jak ji vyjádřil John Locke a otcové zakladatelé USA a podle níž autorita vlády závisí na dodržování omezení jejích oprávněných pravomocí. To, co začalo jako sociální hnutí v 90. letech 19. století, přerostlo v populární politické hnutí označované jako progresivní éra; v prezidentských volbách v roce 1912 se všichni tři kandidáti na prezidenta USA prohlásili za progresivisty. Ačkoli pojem progresivismus reprezentuje řadu různých politických skupin, které nebyly vždy jednotné, progresivisté odmítali sociální darwinismus a věřili, že problémy, kterým společnost čelí, jako je třídní boj, chamtivost, chudoba, rasismus a násilí, lze nejlépe řešit zajištěním dobrého vzdělání, bezpečného prostoru a efektivního pracovního prostředí. Progresivisté žili převážně ve městech, měli vysokoškolské vzdělání a věřili, že vláda může být nástrojem změny. Prezident Republikánské a později Pokrokové strany Theodore Roosevelt prohlásil, že „vždy věřil, že moudrý progresivismus a moudrý konzervatismus jdou ruku v ruce“.

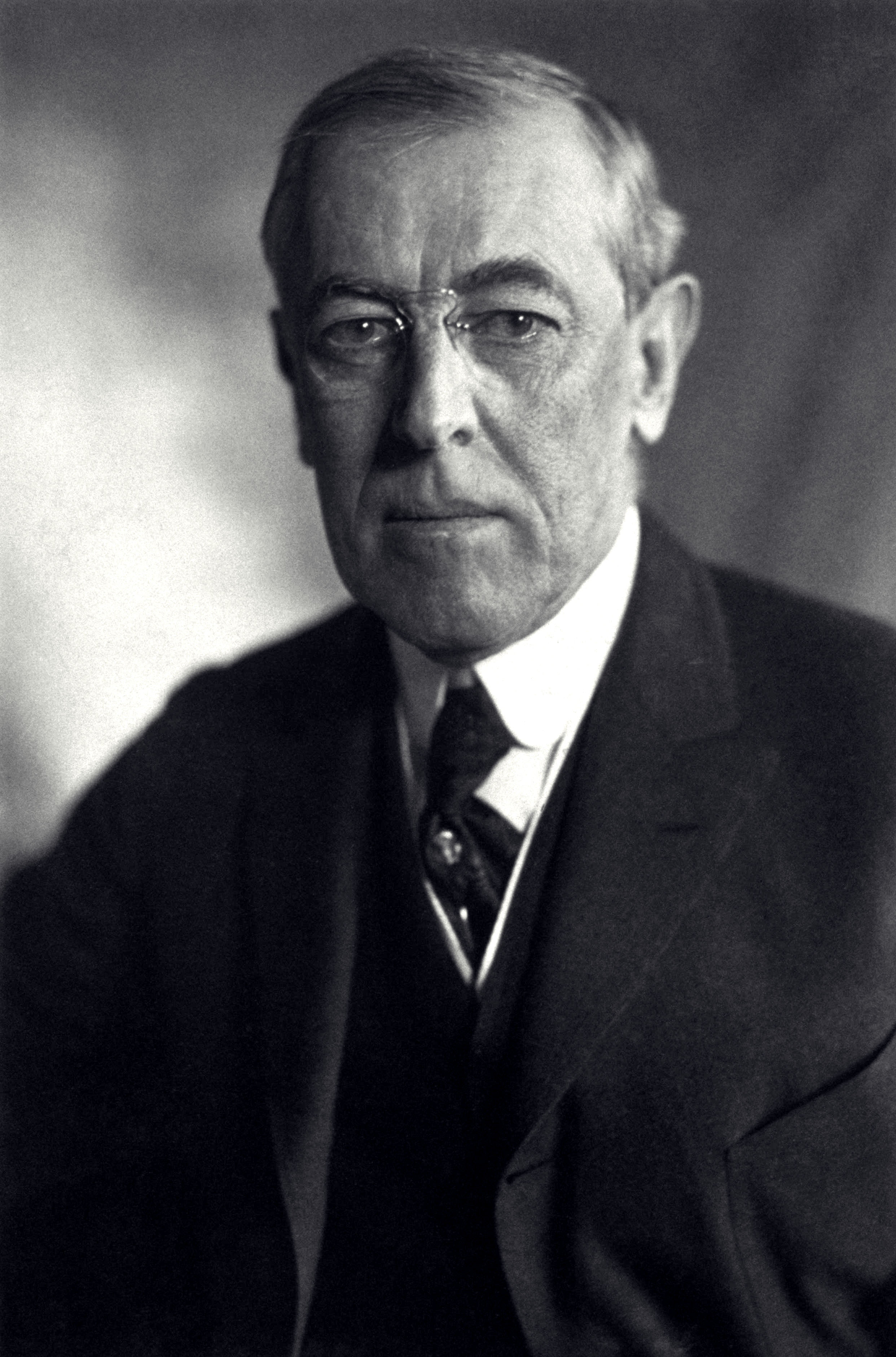
Woodrow Wilson

K americkému progresivistickému hnutí v rámci Demokratické strany patřil i prezident Woodrow Wilson. Progresivní postoje se v průběhu času vyvíjely. Imperialismus byl v rámci progresivismu na konci 19. a na počátku 20. století kontroverzní otázkou, zejména ve Spojených státech, kde někteří progresivisté americký imperialismus podporovali, zatímco jiní byli proti němu. V reakci na první světovou válku zavedl prezident Woodrow Wilson ve Čtrnácti bodech koncept národního sebeurčení a kritizoval imperialistickou konkurenci a koloniální nespravedlnosti. Tyto názory podporovali antiimperialisté v oblastech světa, které se bránily imperiální nadvládě.
V období nástupu ekonomického keynesiánství (30.–70. léta 20. století) byla v mnoha zemích široce akceptována velká role státních zásahů do ekonomiky. S nástupem neoliberalismu a zpochybňováním státní intervenční politiky v 70. a 80. letech 20. století reagovala středolevicová progresivní hnutí přijetím třetí cesty, která zdůrazňovala významnou roli tržní ekonomiky. Existují sociální demokraté, kteří vyzývali k tomu, aby sociálnědemokratické hnutí překonalo třetí cestu. Významní progresivní konzervativní představitelé britské Konzervativní strany kritizují neoliberalismus.
V 21. století progresivisté nadále podporují veřejnou politiku, která snižuje nebo zmírňuje škodlivé dopady ekonomické nerovnosti a systémové diskriminace (jako například institucionální rasismus), prosazují politiku ohleduplnou k životnímu prostředí, sociální zabezpečení a práva zaměstnanců a vystupují proti negativním externalitám, které na životní prostředí a společnost působí monopoly nebo vliv korporací na demokratický proces. Jednotícím tématem je upozorňování na negativní dopady současných institucí nebo způsobů jednání a zasazovat se o sociální pokrok, tj. o pozitivní změnu definovanou několika kritérii, jako je rozšíření demokracie, zvýšení rovnostářství (v podobě ekonomické a sociální rovnosti) a zlepšení blahobytu obyvatelstva. Za zastánce progresivního přístupu v tomto pojetí se dnes běžně označují také sociální demokraté.